# Andreas Möller
Andreas Möller (Frankfurt na Majni, 2. rujna 1967.) je bivši njemački nogometaš i nacionalni reprezentativac. S Njemačkom je osvojio naslov svjetskog i europskog prvaka dok je na klupskoj razini bio prvak Lige prvaka, Kupa UEFA te Interkontinentalnog kupa. Zanimljivo, igrajući za Juventus i Borussiju Dortmund igrač je osvajao naslove pobjeđujući u finalima upravo svoje bivše klubove.
Prekidom igračke karijere, Möller je kratko bio trener u bavarskom niželigašu Viktoriji Aschaffenburg dok danas radi kao sportski direktor Kickers Offenbacha.

## Karijera

### Klupska karijera
Igrač je karijeru započeo u Eintracht Frankfurtu gdje je najprije igrao u juniorima a od 1985. godine u seniorskoj momčadi. U klubu je proveo dvije sezone nakon čega 1988. u zimskom prijelaznom roku prelazi u Borussiju Dortmund. S klubom je u sezoni 1988./89. osvojio njemački kup pobijedivši Werder Bremen u finalu s 4:1.
1990. nogometaš se vraća u Eintracht za koji je te sezone zabio 16 prvenstvenih pogodaka što mu je bio osobni rekord koji tijekom daljnje karijere nije uspio srušiti.
Torinski Juventus 1992. kupuje igrača koji je u Serie A odigrao ukupno 56 utakmica i zabio 19 golova. S klubom je 1993. osvojio Kup UEFA pobijedivši u obje utakmice svoj bivši klub Borussiju Dortmund s 3:1 i 3:0.
Nakon talijanske avanture, Andreas se vraća u dormundsku Borussiju u kojoj je ostvario najveće uspjehe svoje karijere. S klubom je osvojio po dvije Bundeslige i njemačka Superkupa. Kao što je Kup UEFA osvojio s Juventusom pobijedivši Borussiju, tako je i 1997. osvojio Ligu prvaka s Borussijom pobijedivši Juventus s 3:1. Tu je i Interkontinentalni kup koji je osvojen iste godine s pobjedom od 2:0 nad brazilskim Cruzeirom.
U šest godina igranja za klub, igrač je iskazao kao odličan strijelac, asistent i razigravač. Zbog toga je smatran jednim od najboljih igrača u veznom redu. Kasnije je s vremenom Möller dobio veću konkurenciju koju su činili Lars Ricken, Christian Nerlinger, Miroslav Stević i Vladimir But, tako da je Andreas napustio klub 2000. godine.
Svoj novi početak igrač je odlučio započeti u Schalkeu 04 a njegov dolazak u klub je bio popraćen kritikama jer su okosnica veznog reda bili Jörg Böhme, Radoslav Látal i Jiří Nemec. U debitantskoj sezoni za Schalke 04, osvojen je njemački kup (koji je obranjen sljedeće godine) dok je prvenstvo završeno na drugom mjestu.
Tijekom sezone 2002./03. Möller je uglavnom bio rezervni igrač tako da je na kraju odlučio napustiti klub.
Svoju posljednju sezonu igrač je obilježio svojim drugim povratkom u Eintracht Frankfurt. Unatoč početnom oduševljenju uslijedilo je razočaranje jer je u klubu odigrao svega 11 prvenstvenih utakmica od čega samo dvije u prvom sastavu. Svoju posljednju profesionalnu utakmicu odigrao je 28. veljače 2004. u 3:1 pobjedi protiv Borussije Mönchengladbach kada je u igru ušao u 89. minuti.
Andreas Möller službeno je objavio prekid nogometne karijere 2. ožujka 2004.

### Reprezentativna karijera
Möller je s njemačkom U20 reprezentacijom igrao u finalu svjetskog juniorskog prvenstva u Čileu 1987. Nijemci su tamo poraženi na jedanaesterce od mlade reprezentacije Jugoslavije u čijem su sastavu igrali hrvatski nogometaši Davor Šuker, Zvonimir Boban, Robert Prosinečki, Robert Jarni, Igor Štimac i Dubravko Pavličić na čelu s izbornikom Mirkom Jozićem.
Prvu seniorsku reprezentativnu utakmici Andreas je za Njemačku odigrao 21. rujna 1988. u Düsseldorfu protiv Sovjetskog Saveza a posljednju 9. veljače 1999. protiv Kolumbije u Miamiju.
Tijekom razdoblja igranja za Elf, igrač je 1990. osvojio naslov svjetskog (Italija 1990.) i europskog (Engleska 1996.) prvaka. Zanimljivo je da 1990. nije odigrao niti jednu utakmicu na svjetskom prvenstvu dok 1996. nije mogao igrati u finalu zbog isključenja u polufinalu.
Ukupno, Andreas Möller je sudjelovao na tri svjetska (Italija 1990., SAD 1994. i Francuska 1998.) i dva europska (Švedska 1992. i Engleska 1996.) prvenstva.
Igrač je s reprezentacijom 1993. osvojio US Cup u čijem je finalu poražen Brazil. Riječ je o ukinutom nogometnom turniru koji je služio za promociju nogometa u SAD-u.

#### Pogoci za reprezentaciju
| #   | Datum               | Mjesto                       | Protivnik         | Rezultat | Natjecanje                           |
| --- | ------------------- | ---------------------------- | ----------------- | -------- | ------------------------------------ |
| 1.  | 4. listopada 1989.  | Dortmund, Njemačka           | Finska            | 6 : 1    | Kvalifikacije za SP u Italiji 90'    |
| 2.  | 4. listopada 1989.  | Dortmund, Njemačka           | Finska            | 6 : 1    | Kvalifikacije za SP u Italiji 90'    |
| 3.  | 28. veljače 1990.   | Montpellier, Francuska       | Francuska         | 1 : 2    | Prijateljska utakmica                |
| 4.  | 16. listopada 1991. | Nürnberg, Njemačka           | Wales             | 4 : 1    | Kvalifikacije za EURO 92'            |
| 5.  | 20. prosinca 1992.  | Montevideo, Urugvaj          | Urugvaj           | 4 : 1    | Prijateljska utakmica                |
| 6.  | 14. travnja 1993.   | Bochum, Njemačka             | Gana              | 6 : 1    | Prijateljska utakmica                |
| 7.  | 10. lipnja 1993.    | Washington D.C., SAD         | Brazil            | 3 : 3    | US Cup                               |
| 8.  | 22. rujna 1993.     | Tunis, Tunis                 | Tunis             | 1 : 1    | Prijateljska utakmica                |
| 9.  | 13. listopada 1993. | Karlsruhe, Njemačka          | Urugvaj           | 5 : 0    | Prijateljska utakmica                |
| 10. | 17. studenoga 1993. | Köln, Njemačka               | Brazil            | 2 : 1    | Prijateljska utakmica                |
| 11. | 15. prosinca 1993.  | Miami, SAD                   | Argentina         | 1 : 2    | Prijateljska utakmica                |
| 12. | 18. prosinca 1993.  | San Francisco, SAD           | SAD               | 3 : 1    | Prijateljska utakmica                |
| 13. | 2. lipnja 1994.     | Beč, Austrija                | Austrija          | 5 : 1    | Prijateljska utakmica                |
| 14. | 2. lipnja 1994.     | Beč, Austrija                | Austrija          | 5 : 1    | Prijateljska utakmica                |
| 15. | 23. lipnja 1995.    | Bern, Švicarska              | Švicarska         | 2 : 1    | Prijateljska utakmica                |
| 16. | 23. kolovoza 1995.  | Bruxelles, Belgija           | Belgija           | 2 : 1    | Prijateljska utakmica                |
| 17. | 6. rujna 1995.      | Nürnberg, Njemačka           | Gruzija           | 4 : 1    | Kvalifikacije za EURO 96'            |
| 18. | 8. listopada 1995.  | Leverkusen, Njemačka         | Moldova           | 6 : 1    | Kvalifikacije za EURO 96'            |
| 19. | 8. listopada 1995.  | Leverkusen, Njemačka         | Moldova           | 6 : 1    | Kvalifikacije za EURO 96'            |
| 20. | 22. veljače 1996.   | Porto, Portugal              | Portugal          | 2 : 1    | Prijateljska utakmica                |
| 21. | 22. veljače 1996.   | Porto, Portugal              | Portugal          | 2 : 1    | Prijateljska utakmica                |
| 22. | 4. lipnja 1996.     | Mannheim, Njemačka           | Lihtenštajn       | 9 : 1    | Prijateljska utakmica                |
| 23. | 4. lipnja 1996.     | Mannheim, Njemačka           | Lihtenštajn       | 9 : 1    | Prijateljska utakmica                |
| 24. | 9. lipnja 1996.     | Manchester, Engleska         | Češka             | 2 : 0    | EURO 96'                             |
| 25. | 9. studenog 1996.   | Nürnberg, Njemačka           | Sjeverna Irska    | 1 : 1    | Kvalifikacije za SP u Francuskoj 98' |
| 26. | 22. veljače 1998.   | Riyad, Saudijska Arabija     | Saudijska Arabija | 3 : 0    | Prijateljska utakmica                |
| 27. | 22. travnja 1998.   | Köln, Njemačka               | Nigerija          | 1 : 0    | Prijateljska utakmica                |
| 28. | 30. svibnja 1998.   | Frankfurt na Majni, Njemačka | Kolumbija         | 3 : 1    | Prijateljska utakmica                |
| 29. | 15. lipnja 1998.    | Pariz, Francuska             | SAD               | 2 : 0    | SP u Francuskoj 98'                  |

### Trenerska karijera
Prekidom igračke karijere Möller je upisao Njemačko sportsko sveučilište u Kölnu gdje je stekao trenersku licencu. Svoj pripravnički staž je odradio u siječnju 2007. u svojem bivšem klubu Juventusu kod tadašnjeg trenera Didiera Deschampsa.
Kratko je bio trener bavarskog niželigaša Viktorije Aschaffenburg dok danas radi kao sportski direktor Kickers Offenbacha.

## Osvojeni trofeji

### Klupski trofeji
| Klub              | Trofej                 | Sezona / godina |
| Njemačka          | Njemačka               | Njemačka        |
| ----------------- | ---------------------- | --------------- |
| Borussia Dortmund | Njemački kup           | 1989.           |
| Italija           |                        |                 |
| Juventus          | Kup UEFA               | 1993.           |
| Njemačka          |                        |                 |
| Borussia Dortmund | Bundesliga             | 1994./95.       |
| Borussia Dortmund | Njemački Superkup      | 1995.           |
| Borussia Dortmund | Bundesliga             | 1995./96.       |
| Borussia Dortmund | Njemački Superkup      | 1996.           |
| Borussia Dortmund | Liga prvaka            | 1997.           |
| Borussia Dortmund | Interkontinentalni kup | 1997.           |
| Schalke 04        | Njemački kup           | 2001.           |
| Schalke 04        | Njemački kup           | 2002.           |

### Reprezentativni trofeji
| Turnir                       | Trofej | Godina |
| ---------------------------- | ------ | ------ |
| Svjetsko juniorsko prvenstvo | Srebro | 1987.  |
| SP u Italiji                 | Zlato  | 1990.  |
| EP u Švedskoj                | Srebro | 1992.  |
| US Cup                       | Zlato  | 1993.  |
| EP u Engleskoj               | Zlato  | 1996.  |

## Vanjske poveznice
- RSSSF.com
- National Football Teams.com
- Worldfootball.net